# Okręg Montbrison
Okręg Montbrison (fr. Arrondissement de Montbrison) – okręg w południowo-wschodniej Francji. Populacja wynosi 178 tysięcy.

## Podział administracyjny
W skład okręgu wchodzą następujące kantony:
- Boën,
- Chazelles-sur-Lyon,
- Feurs,
- Montbrison,
- Noirétable,
- Saint-Bonnet-le-Château,
- Saint-Galmier,
- Saint-Georges-en-Couzan,
- Saint-Jean-Soleymieux,
- Saint-Just-Saint-Rambert.